# Хоменко Арсеній Петрович
Хоменко Арсеній Петрович (нар. 14 липня 1891, Батурин — 22 березня 1939, Харків) — український демограф, статистик, один із фундаторів української демографічної школи і державної демостатистичної служби в Україні. Професор (1933).

## Життєпис
Народився в Батурині у сім'ї у родині поручика. Мати, Олімпіада Миколаївна, була домогосподаркою. 
У 1901—1909 рр. навчался у гімназії в Черкасах. Після закінчення гімназії навчався у Київському університеті — спочатку на фізико-математичному факультеті (1909—1911), а згодом — на юридичному (1911—1913 рр.). Був виключений з університету без права поновлення за революційну діяльність.
Був призваний до армії і 1914 направлений на фронт рядовим. Після проходження військового вишколу служив у штабі прапорщиком. Згодом у чині поручика командував ротою 124-го Воронезького полку у Галичині. Отримав тяжке поранення. У грудні 1916 р. лікувався у Москві.
Продовжив навчання у Харківському університеті. Був членом партії есерів. У 1917 р. обирався членом міської думи Харкова, першого складу ради робітничих депутатів. У 1918 р. пристав до партії українських есерів.
У лютому-вересні 1919 р. служив у війську С. Петлюри. Також кілька тижнів служив у Добровольчій армії генерала А. Денікіна, але залишив службу через неприйняття ідеї «єдиної і неподільної Росії». У січні-вересні 1920 р. воював у складі Червоної армії на Південно-Західному фронті — помічником командира 1-го Радянського полку у Харкові.
У 1921 р. демобілізувався за станом здоров'я.
У 1920 р. брав участь у підготовці перепису населення.
З грудня 1921 р. р. працював завідувачем відділу статистики населення Харківського губернського статистичного бюро, 1923—1929 рр. — спочатку заступник начальника відділу демографії Центрального статистичного управління УСРР, а згодом очолив цей відділ. Керував розробкою матеріалів міського перепису населення 1923 р. і проведенням в УСРР Всесоюзного перепису населення 1926 р. Хоменко здійснив низку фундаментальних досліджень і опублікував їх результати.
На посаді керівника відділу демографії ЦСУ УСРР займався організацією всесоюзного перепису населення 17 грудня 1926 р.
31 травня 1922 р. був заарештований Харківським губвідділом ДПУ УСРР. Згодом був звільнений через прохання колег з губернського статуправління.
1930—1934 рр. Хоменко очолював сектор демографії Всеукраїнського інституту соціалістичної охорони здоров'я, де 1933 р. йому було присвоєно звання професора демографії. Із 1935 р. працював в Інституті охорони материнства і дитинства та одночасно співпрацював із Всеукраїнським інститутом експериментальної медицини та Інститутом демографії і санітарної статистики ВУАН / АН УРСР.
17 травня 1933 р. йому було присвоєне наукове звання професора.
27 лютого 1938 р. був заарештований. Імовірно, підчас допитів його піддавали тортурам. 3 червня 1938 р. він «зізнався» в організації "підпільних есерівських обкомів та облвиконкомів, виступів «куркульських та антирадянських елементів», використанні «продовольчих труднощів», наданні статистичного описання УСРР, «яке виділяло і підкреслювало національну особливість України». Він також «зізнався» у створенні групи учених-демографів, які нічебто передавали Захід матеріали демографічної статистики. Протягом червня-вересня 1938 р. Хоменка допитували кілька разів на місяць, стан його здоров'я погіршувався.
11 грудня 1938 р. було підписано обвинувальний висновок у справі так званої «Антирадянської терористичної організації українських есерів». На суді вчений визнав себе винним та висловив готовність давати свідчення трибуналу. 13 грудня 1938 р. суд у закритому режимі присудили Хоменка до розстрілу.
Хоменко був розстріляний 22 березня 1939 р. у Харкові.
Військова колегія Верховного суду СРСР 27 листопада 1957 р. скасувала вироки стосовно Хоменка. 28 грудня 1958 р. його було повністю реабілітовано.

## Наукові інтереси та дослідження вченого
Коло наукових інтересів Хоменка охоплювало питання народжуваності та смертності в Україні.
Праці Хоменка першої половини 1920-х рр. висвітлюють нове тлумачення кількості померлих у роки голоду 1921—1923 рр. та доводять зменшення природного приросту у чотири рази порівняно з довоєнними роками, падіння рівня народжуваності.
Критично ставився до джерел демографічної статистики, тому матеріали переписів у 1920-х рр. вважав недосконалими та невичерпними.
Першим з українських демографів заявив про неухильний спад народжуваності наприкінці 1920-х рр. та про загрозу його подальшого згортання на початку 1930-х рр.
Особливе місце в науковій спадщині вченого посідають ґрунтовні дослідження шлюбу та сім'ї, результати яких були опубліковані 1930 р. у відповідній монографії. Хоменко розробив класифікацію сімей за числом, складом і самодіяльністю їх членів, яка й сьогодні не втратила наукового значення, і на її основі провів дослідження за типами сімей; вивчав також стійкість шлюбу, причини поширення самотності, перспективи розвитку малої сім'ї. У цій роботі поєднувалися клопіткі демостатистичні дослідження з глибокою соціологічною інтерпретацією нових соціальних явищ. Центральною проблемою сімейних стосунків Хоменко вважав самодіяльність жінки-матері. На його думку, гендерна рівність у сім'ї та суспільстві не може бути досягнута завдяки зниженню зайнятості жінок, оскільки саме їхня економічна активність — основна передумова гендерної рівності. Вчений порушив питання про необхідність проведення активної «політики населення».
Після Всесоюзного перепису населення 1926 р. Хоменко приділяв увагу дослідженню складу населення — статево-вікового, соціально-екон. і, особливо, національного. Його монографія про нац. склад населення України (1931) була першим фундаментальним демостат. дослідженням етнічної проблематики не лише в Україні, а й на теренах СРСР. Він започаткував дослідження міграційного руху населення у вітчизняній демографії. Так, на основі даних міського перепису населення СРСР 1923 р. та Всесоюзного перепису населення 1926 р. дослідив доплив населення в Донбас і дійшов висновку, що міграційний приріст міського населення в зазначений міжпереписний період із-за меж України, в основному з РСФРР, збільшив чисельність міського населення Донбасу в понад 1,5 раза.
На переконання вченого, довгостроковий демографічний прогноз виходить далеко за рамки демостатистичної операції, в його основу має бути покладена концепція розвитку суспільства, що гарантує його обґрунтованість. Хоменко керував роботами з демографічного прогнозування в Комісії перспективного планування Держплану УСРР.
Завдяки зусиллям ученого була організована публікація демо-стат. матеріалів у серіях видань: «Статистика України», «Статистичний бюлетень», «Статистична хроніка», «Вісник статистики України» та ін. Хоменко був одним з організаторів і активним автором унікального видання — газети «Радянський статистик».

## Праці
- Сучасна смертність від туберкульозу по містах України. «Статистичний бюлетень», 1925, № 12 (92);
- Сучасне українське місто в класовому відношенні (спроба соціяльної характеристики). Х., 1925;
- Природний рух населення найважливіших міст УСРР в 1924 році. В кн.: Природний рух населення найважливіших міст УСРР в 1924 році. Х., 1926;
- Населення України 1897—1927 рр. Х., 1927;
- Короткий огляд перших підсумків перепису населення України 17 грудня 1926 р. В кн.: Короткі підсумки перепису населення України 17 грудня 1926 р.: Національний і віковий склад, рідна мова та письменність населення. Х., 1928;
- Національний склад людности УСРР: Популярний нарис за новітніми статистичними даними. Х., 1929;
- Національний склад людности УСРР. Х., 1931;
- Сучасна народимість на Україні. «Профілактична медицина», 1931.